# Gatow

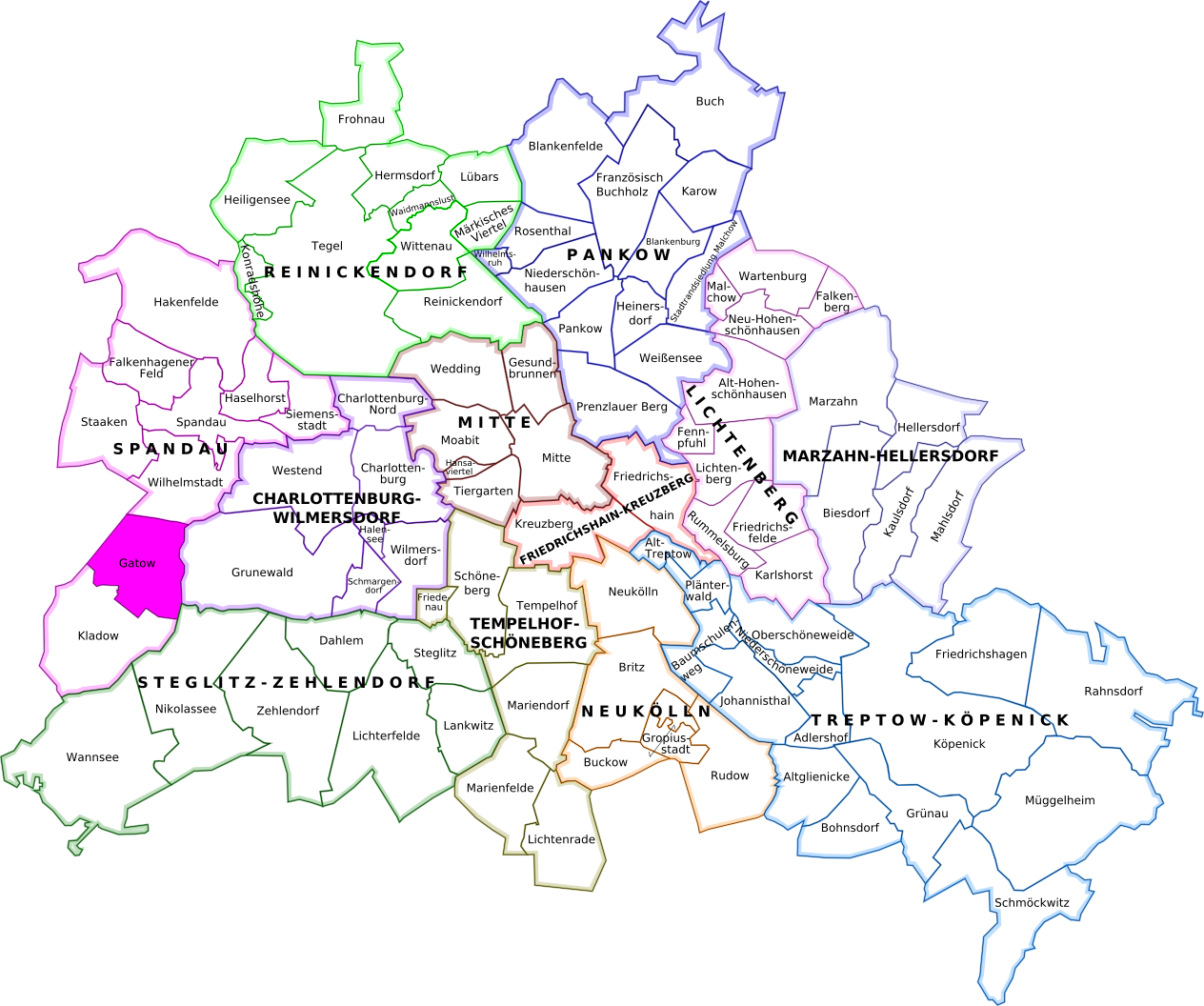
Ubicació de Gatow dins de Berlín.

Gatow és un barri del sud-oest de la ciutat alemanya de Berlín. Està situat a l'oest del llac Havelsee i posseeix àmplies àrees boscoses. Es troba dins del districte de Spandau. La seua població a desembre del 2002 era de 5532 habitants. La zona és coneguda per haver segut seu d'una base aèria militar.

## Història

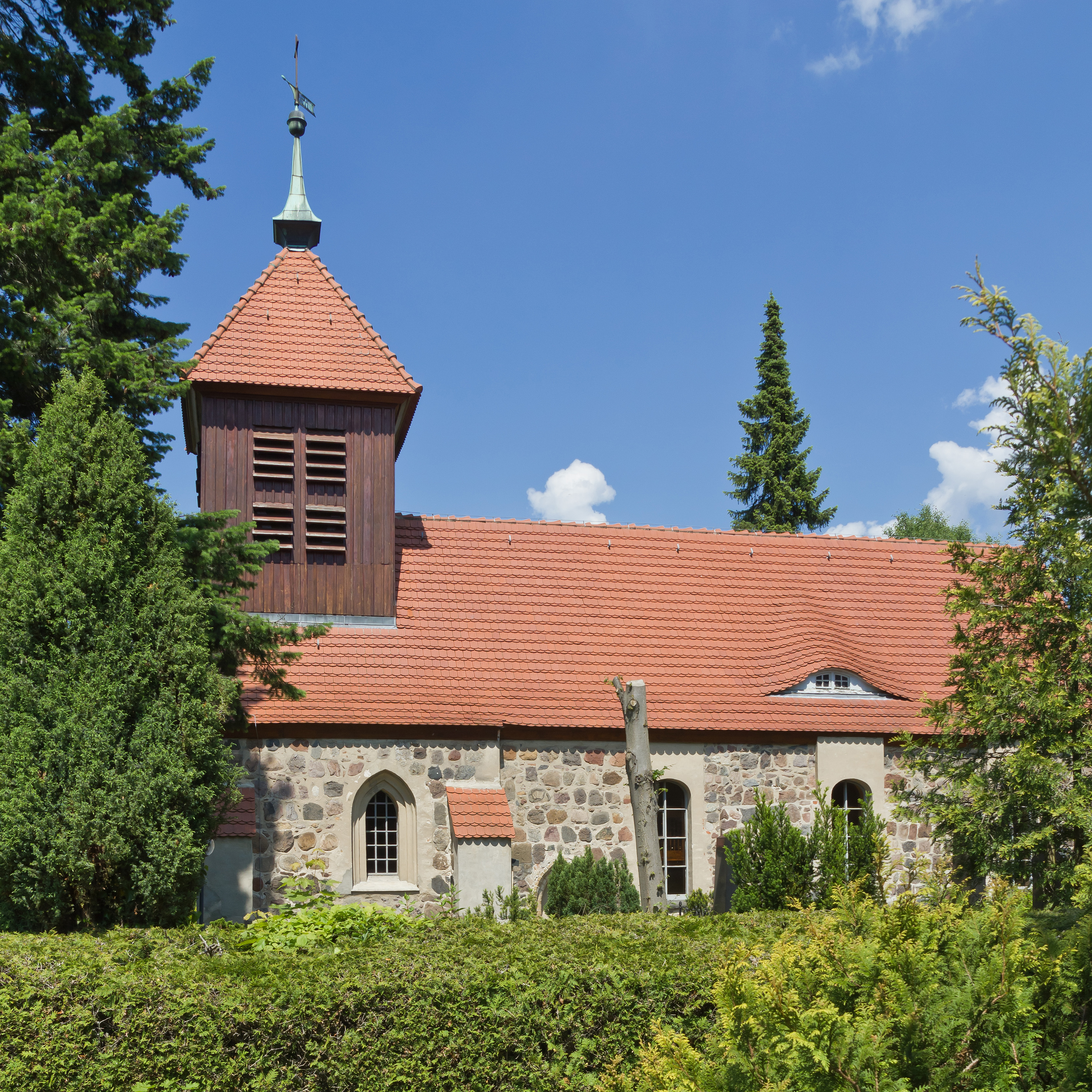
L'església del poble en Gatow

Gatow fòu registrada per primera vegada durant el 1258 sota el nom de Gatho. El 1558 la vila de Gatow fou incorporada a Spandau. Després de la partició d'Alemanya, realitzada al juliol del 1945 al final de la Segona Guerra Mundial, Gatow es va convertir en part del sector britànic de Berlín Occidental. El 2003 part del barri es va convertir al nou barri de Kladow, també situat en el districte de Spandau.

## Infraestructura
Les actuals casernes anomenades en alemany General-Steinhoff-Kaserne van ser seu d'un aeròdrom utilitzat entre 1934 i 1994, primer per la Luftwaffe com a seu de personal tècnic i per a instrucció militar, amb el nom de Luftkriegsschule II, i posteriorment per la Royal Air Force britànica sota el nom de RAF Gatow. La base de Gatow va tenir la distinció d'haver estat la seu de l'únic ús operatiu conegut d'hidroavions dins l'Europa central, quan es va utilitzar el model Short Sunderland per transportar sal des d'Hamburg a Berlín, aquatitzant al llac Havelsee. L'aeroport va ser reintegrat a l'actual Força Aèria Alemanya el 1994 i va ser emprat breument, tancant-se al tràfic aeri el 1995.

## Actualitat de la base Gatow
El nom actual de les instal·lacions militars es deu al general Johannes Steinhoff, as de l'aviació de la Segona Guerra Mundial, i primer cap de la força aèria germano occidental de la postguerra. Les instal·lacions acullen algunes unitats de terra de la Luftwaffe i al Museu de les Forces Aèries de les Forces de Defensa Federals Luftwaffenmuseum der Bundeswehr). En aquest museu es mostren més de 200 000 ítems relacionats amb l'aviació militar alemanya de la postguerra. També es troben en ell altres elements, com ara avions de la Primera i Segona Guerra Mundial alemanys, i altres elements pertanyents a l'aviació britànica deixats per la RAF. El web del museu és http://www.luftwaffenmuseum.de.
També dins dels límits de l'antiga base de la RAF es troba una escola pública (no militar) anomenada Hans-Carossa-Gymnasium, i cases per als empleats governamentals d'Alemanya. Aquestes cases es van convertir en part de Kladow el 2003.